# Coupe de France de basket-ball 2007-2008
Navigation
Édition précédente Édition suivante
La Coupe de France est organisée durant la saison 2007-2008 par la Fédération française de basket-ball. Le vainqueur de la compétition se voit remettre le Trophée Robert Busnel. La finale qui s'est déroulée à Paris-Bercy le 16 mai a vu la victoire de l'ASVEL Lyon-Villeurbanne sur Cholet 86 à 76.

## Calendrier
| Tour                                           | Nom                        |                   | Équipes participantes | Équipes gagnantes |
| 1                                              | Trente-deuxièmes de finale | 3 au 6 février    | 44                    | 22                |
| Entrée en lice des 10 meilleurs clubs de Pro A |                            |                   |                       |                   |
| 2                                              | Seizièmes de finale        | 18 au 22 mars     | 32                    | 16                |
| 3                                              | Huitièmes de finale        | Mardi 15 avril    | 16                    | 8                 |
| 4                                              | Quarts de finale           | Mardi 22 avril    | 8                     | 4                 |
| 5                                              | Demi-finales               | Mercredi 23 avril | 4                     | 2                 |
| 6                                              | Finale Paris Bercy         | dimanche 18 mai   | 2                     | 1                 |

## Trente-deuxièmes de finale
Y participent  44 équipes, dont 6 clubs de Pro A, et tous les clubs de Pro B.
Récapitulatif des rencontres
| Club (division)           | Résultat | Club (division)              | Lieu                 |
| ------------------------- | -------- | ---------------------------- | -------------------- |
| Gries Oberhoffen (N2)     | 63-88    | Besançon (Pro B)             | Oberhoffen           |
| Blois (N1)                | 97-75    | Boulazac (Pro B)             | Blois                |
| Toulouges (N1)            | 76-89    | Brest (Pro B)                | Toulouges            |
| La Rochelle (N2)          | 50-72    | Limoges (Pro B)              | La Rochelle          |
| Challans (N1)             | 100-69   | Clermont (Pro A)             | Challans             |
| Angers (N1)               | 67-55    | Quimper (Pro B)              | Angers               |
| Nantes (Pro B)            | 69-79    | Poitiers (Pro B)             | Nantes               |
| Liévin (N1)               | 57-76    | Gravelines-Dunkerque (Pro A) | Liévin               |
| Lille (N1)                | 83-67    | Reims (Pro B)                | Lille                |
| Boulogne-sur-Mer (N1)     | 72-73    | Paris-Levallois (Pro A)      | Boulogne-sur-Mer     |
| Le Mée (N3)               | 62-83    | Saint-Quentin (Pro B)        | Le Mée-sur-Seine     |
| Charleville-Mézières (N1) | 92-85 ap | Le Portel (Pro B)            | Charleville-Mézières |
| Longwy (N1)               | 75-92    | Évreux (Pro B)               | Longwy               |
| Rouen (Pro B)             | 85-110   | Nanterre (Pro B)             | Rouen                |
| Mulhouse (N1)             | 55-102   | Chalon (Pro A)               | Mulhouse             |
| Antibes (N1)              | 56-86    | Dijon (Pro A)                | Antibes              |
| Golbey-Epinal (N1)        | 86-63    | Aix-Maurienne (Pro B)        | Épinal               |
| Saint-Chamond (N1)        | 85-93    | Bourg-en-Bresse (Pro B)      | Saint-Chamond        |
| Feurs (N1)                | 84-82    | Saint-Vallier (Pro B)        | Feurs                |
| Fos-sur-mer (N1)          | 78-72    | Châlons (Pro B)              | Fos-sur-mer          |
| Bordeaux (N1)             | 64-96    | Pau-Orthez (Pro A)           | Bordeaux             |
| Andrézieux (N1)           | 72-71    | Saint-Étienne (Pro B)        | Andrézieux           |

## Seizièmes de finale
- Y participent, les vainqueurs des 32e de finale ainsi que les 10 meilleures équipes de Pro A.

Récapitulatif des rencontres
| Club (division)         | Résultat | Club (division)              | Lieu            |
| ----------------------- | -------- | ---------------------------- | --------------- |
| Angers (N1)             | 76 - 65  | Fos (N1)                     | Angers          |
| Lille (N1)              | 72-78    | Pau-Orthez (Pro A)           | Lille           |
| Charleville (N1)        | 64-107   | Vichy (Pro B)                | Charleville     |
| Bourg-en-Bresse (Pro B) | 90-99    | Gravelines-Dunkerque (Pro A) | Bourg-en-Bresse |
| Blois (N1)              | 61-92    | Chalon (Pro A)               | Blois           |
| Nancy (Pro A)           | 70-68    | Paris-Levallois (Pro A)      | Nancy           |
| Andrézieux (N1)         | 56-98    | ASVEL (Pro A)                | Andrézieux      |
| Poitiers (Pro B)        | 82-77    | Saint-Quentin (Pro B)        | Poitiers        |
| Golbey-Epinal (N1)      | 59-90    | Strasbourg (Pro A)           | Épinal          |
| Challans (N1)           | 91-86    | Limoges (Pro B)              | Challans        |
| Orléans (Pro A)         | 81-76    | Roanne (Pro A)               | Orléans         |
| Besançon (Pro B)        | 76-92    | Le Mans (Pro A)              | Besançon        |
| Brest (Pro B)           | 78-80    | Cholet (Pro A)               | Brest           |
| Feurs (N1)              | 57-71    | Nanterre (Pro B)             | Feurs           |
| Le Havre (Pro A)        | 127-95   | Dijon (Pro A)                | Le Havre        |
| Évreux (Pro B)          | 61-79    | Hyères-Toulon (Pro A)        | Évreux          |

## Phase Finale
|  | Huitième de finale Mardi 15 avril 2008 | Huitième de finale Mardi 15 avril 2008 |                  |     | Quarts de finale Mardi 22 avril 2008 | Quarts de finale Mardi 22 avril 2008 |  |  | Demi-finales Mardi 23 avril 2008 | Demi-finales Mardi 23 avril 2008 |  |  | Finale Dimanche 18 mai 2008 | Finale Dimanche 18 mai 2008 |
|  | Huitième de finale Mardi 15 avril 2008 | Huitième de finale Mardi 15 avril 2008 |                  |     | Quarts de finale Mardi 22 avril 2008 | Quarts de finale Mardi 22 avril 2008 |  |  | Demi-finales Mardi 23 avril 2008 | Demi-finales Mardi 23 avril 2008 |  |  | Finale Dimanche 18 mai 2008 | Finale Dimanche 18 mai 2008 |
|  |                                        |                                        |                  |     |                                      |                                      |  |  |                                  |                                  |  |  |                             |                             |
|  | 15 avril à Nanterre                    | 15 avril à Nanterre                    |                  |     | 22 avril à Limoges                   | 22 avril à Limoges                   |  |  | 23 avril à Limoges               | 23 avril à Limoges               |  |  | 18 mai à Paris-Bercy        | 18 mai à Paris-Bercy        |
|  | 15 avril à Nanterre                    | 15 avril à Nanterre                    |                  |     | 22 avril à Limoges                   | 22 avril à Limoges                   |  |  | 23 avril à Limoges               | 23 avril à Limoges               |  |  | 18 mai à Paris-Bercy        | 18 mai à Paris-Bercy        |
|  | Nanterre (Pro B)                       | 72                                     |                  |     | 22 avril à Limoges                   | 22 avril à Limoges                   |  |  | 23 avril à Limoges               | 23 avril à Limoges               |  |  | 18 mai à Paris-Bercy        | 18 mai à Paris-Bercy        |
|  | Nanterre (Pro B)                       | 72                                     |                  |     | 22 avril à Limoges                   | 22 avril à Limoges                   |  |  | 23 avril à Limoges               | 23 avril à Limoges               |  |  | 18 mai à Paris-Bercy        | 18 mai à Paris-Bercy        |
|  | Strasbourg (Pro A)                     | 71                                     |                  |     | 22 avril à Limoges                   | 22 avril à Limoges                   |  |  | 23 avril à Limoges               | 23 avril à Limoges               |  |  | 18 mai à Paris-Bercy        | 18 mai à Paris-Bercy        |
|  | Strasbourg (Pro A)                     | 71                                     | Nanterre (Pro B) | 65  |                                      |                                      |  |  | 23 avril à Limoges               | 23 avril à Limoges               |  |  | 18 mai à Paris-Bercy        | 18 mai à Paris-Bercy        |
|  | 15 avril à Pau                         |                                        | Nanterre (Pro B) | 65  |                                      |                                      |  |  | 23 avril à Limoges               | 23 avril à Limoges               |  |  | 18 mai à Paris-Bercy        | 18 mai à Paris-Bercy        |
|  |                                        | Pau-Orthez (Pro A)                     | 54               |     |                                      |                                      |  |  | 23 avril à Limoges               | 23 avril à Limoges               |  |  | 18 mai à Paris-Bercy        | 18 mai à Paris-Bercy        |
|  | Pau-Orthez (Pro A)                     | Pau-Orthez (Pro A)                     | 54               | 104 |                                      |                                      |  |  | 23 avril à Limoges               | 23 avril à Limoges               |  |  | 18 mai à Paris-Bercy        | 18 mai à Paris-Bercy        |
|  | Pau-Orthez (Pro A)                     | 22 avril à Limoges                     |                  | 104 |                                      |                                      |  |  | 23 avril à Limoges               | 23 avril à Limoges               |  |  | 18 mai à Paris-Bercy        | 18 mai à Paris-Bercy        |
|  | Le Mans (Pro A)                        | 98                                     |                  |     |                                      |                                      |  |  | 23 avril à Limoges               | 23 avril à Limoges               |  |  | 18 mai à Paris-Bercy        | 18 mai à Paris-Bercy        |
|  | Le Mans (Pro A)                        | 98                                     | Nanterre (Pro B) | 43  |                                      |                                      |  |  |                                  |                                  |  |  | 18 mai à Paris-Bercy        | 18 mai à Paris-Bercy        |
|  | 15 avril à Vichy                       |                                        | Nanterre (Pro B) | 43  |                                      |                                      |  |  |                                  |                                  |  |  | 18 mai à Paris-Bercy        | 18 mai à Paris-Bercy        |
|  |                                        | ASVEL (Pro A)                          | 57               |     |                                      |                                      |  |  |                                  |                                  |  |  | 18 mai à Paris-Bercy        | 18 mai à Paris-Bercy        |
|  | Vichy (Pro A)                          | ASVEL (Pro A)                          | 57               | 64  |                                      |                                      |  |  |                                  |                                  |  |  | 18 mai à Paris-Bercy        | 18 mai à Paris-Bercy        |
|  | Vichy (Pro A)                          | 23 avril à Denain                      |                  | 64  |                                      |                                      |  |  |                                  |                                  |  |  | 18 mai à Paris-Bercy        | 18 mai à Paris-Bercy        |
|  | Nancy (Pro A)                          | 72                                     |                  |     |                                      |                                      |  |  |                                  |                                  |  |  | 18 mai à Paris-Bercy        | 18 mai à Paris-Bercy        |
|  | Nancy (Pro A)                          | 72                                     | Nancy (Pro A)    | 67  |                                      |                                      |  |  |                                  |                                  |  |  | 18 mai à Paris-Bercy        | 18 mai à Paris-Bercy        |
|  | 15 avril à Villeurbanne                |                                        | Nancy (Pro A)    | 67  |                                      |                                      |  |  |                                  |                                  |  |  | 18 mai à Paris-Bercy        | 18 mai à Paris-Bercy        |
|  |                                        | ASVEL (Pro A)                          | 78               |     |                                      |                                      |  |  |                                  |                                  |  |  | 18 mai à Paris-Bercy        | 18 mai à Paris-Bercy        |
|  | ASVEL Lyon-Villeurbanne (Pro A)        | ASVEL (Pro A)                          | 78               | 102 |                                      |                                      |  |  |                                  |                                  |  |  | 18 mai à Paris-Bercy        | 18 mai à Paris-Bercy        |
|  | ASVEL Lyon-Villeurbanne (Pro A)        | 22 avril à Denain                      |                  | 102 |                                      |                                      |  |  |                                  |                                  |  |  | 18 mai à Paris-Bercy        | 18 mai à Paris-Bercy        |
|  | Hyères-Toulon (Pro A)                  | 67                                     |                  |     |                                      |                                      |  |  |                                  |                                  |  |  | 18 mai à Paris-Bercy        | 18 mai à Paris-Bercy        |
|  | Hyères-Toulon (Pro A)                  | 67                                     | ASVEL (Pro A)    | 86  |                                      |                                      |  |  |                                  |                                  |  |  |                             |                             |
|  | 15 avril à Challans                    |                                        | ASVEL (Pro A)    | 86  |                                      |                                      |  |  |                                  |                                  |  |  |                             |                             |
|  |                                        | Cholet (Pro A)                         | 76               |     |                                      |                                      |  |  |                                  |                                  |  |  |                             |                             |
|  | Challans (N1)                          | Cholet (Pro A)                         | 76               | 80  |                                      |                                      |  |  |                                  |                                  |  |  |                             |                             |
|  | Challans (N1)                          |                                        |                  | 80  |                                      |                                      |  |  |                                  |                                  |  |  |                             |                             |
|  | Le Havre (Pro B)                       | 87                                     |                  |     |                                      |                                      |  |  |                                  |                                  |  |  |                             |                             |
|  | Le Havre (Pro B)                       | 87                                     | Le Havre (Pro B) | 87  |                                      |                                      |  |  |                                  |                                  |  |  |                             |                             |
|  | 15 avril à Cholet                      |                                        | Le Havre (Pro B) | 87  |                                      |                                      |  |  |                                  |                                  |  |  |                             |                             |
|  |                                        | Cholet (Pro B)                         | 93               |     |                                      |                                      |  |  |                                  |                                  |  |  |                             |                             |
|  | Cholet (Pro A)                         | Cholet (Pro B)                         | 93               | 72  |                                      |                                      |  |  |                                  |                                  |  |  |                             |                             |
|  | Cholet (Pro A)                         | 22 avril à Denain                      |                  | 72  |                                      |                                      |  |  |                                  |                                  |  |  |                             |                             |
|  | Orléans (Pro A)                        | 53                                     |                  |     |                                      |                                      |  |  |                                  |                                  |  |  |                             |                             |
|  | Orléans (Pro A)                        | 53                                     | Cholet (Pro A)   | 80  |                                      |                                      |  |  |                                  |                                  |  |  |                             |                             |
|  | 15 avril à Angers                      |                                        | Cholet (Pro A)   | 80  |                                      |                                      |  |  |                                  |                                  |  |  |                             |                             |
|  |                                        | Gravelines-Dunkerque (Pro A)           | 77               |     |                                      |                                      |  |  |                                  |                                  |  |  |                             |                             |
|  | Angers (N1)                            | Gravelines-Dunkerque (Pro A)           | 77               | 72  |                                      |                                      |  |  |                                  |                                  |  |  |                             |                             |
|  | Angers (N1)                            |                                        |                  | 72  |                                      |                                      |  |  |                                  |                                  |  |  |                             |                             |
|  | Poitiers (Pro B)                       | 79                                     |                  |     |                                      |                                      |  |  |                                  |                                  |  |  |                             |                             |
|  | Poitiers (Pro B)                       | 79                                     | Poitiers (Pro B) | 70  |                                      |                                      |  |  |                                  |                                  |  |  |                             |                             |
|  | 15 avril à Gravelines                  |                                        | Poitiers (Pro B) | 70  |                                      |                                      |  |  |                                  |                                  |  |  |                             |                             |
|  |                                        | Gravelines-Dunkerque (Pro A)           | 83               |     |                                      |                                      |  |  |                                  |                                  |  |  |                             |                             |
|  | Gravelines-Dunkerque (Pro A)           | Gravelines-Dunkerque (Pro A)           | 83               | 85  |                                      |                                      |  |  |                                  |                                  |  |  |                             |                             |
|  | Gravelines-Dunkerque (Pro A)           |                                        |                  | 85  |                                      |                                      |  |  |                                  |                                  |  |  |                             |                             |
|  | Chalon-sur-Saône (Pro A)               | 59                                     |                  |     |                                      |                                      |  |  |                                  |                                  |  |  |                             |                             |
|  | Chalon-sur-Saône (Pro A)               | 59                                     |                  |     |                                      |                                      |  |  |                                  |                                  |  |  |                             |                             |